# 디하이드로아미노산

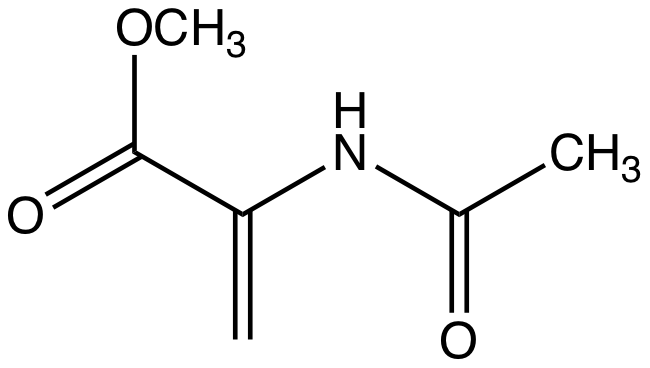
N-아세틸기 덕분에 메틸 2-아세트아미도아크릴레이트는 디하이드로알라닌의 안정화된 유도체이다.

디하이드로아미노산(영어: dehydroamino acid)은 생화학에서 일반적으로 곁사슬의 탄소 원자와 탄소 원자 사이에 이중 결합(C=C)이 있는 아미노산이다. 디하이드로아미노산은 DNA에 의해 암호화되지 않지만 전사 후 변형을 통해 생성된다.

## 예
일반적인 디하이드로아미노산은 디하이드로알라닌이며, 그렇지 않으면 단백질과 펩타이드에서 잔기로서만 존재한다. 디하이드로알라닌 잔기는 세린 함유 단백질 및 펩타이드의 탈수로(뿐만 아니라 시스테인에서 H2S의 제거로) 얻어진다. 또 다른 예는 트레오닌의 탈수로부터 유도되는 디하이드로뷰티린이다.
일반적으로 아미노산 잔기는 친핵체에 대해 반응성이 없지만, 디하이드로아미노산은 이러한 패턴에서 예외적이다. 예를 들어 디하이드로알라닌은 시스테인과 리신을 첨가하여 공유결합성 가교를 형성한다.
특이한 디하이드로아미노산으로는 탄소-탄소 이중 결합을 포함하고 있지 않은 디하이디로글리신이 있다. 디하이드로글리신은 글리옥실산의 이민이다. 디하이드로글리신은 티로신의 라디칼 유도 분해에 의해 생성된다.

란티오닌은 디하이드로알라닌에 시스테인을 첨가한 산물이다.

## N-아실화 유도체
디하이드로아미노산은 아미노-알켄기를 특징으로 하지 않지만, 상응하는 N-아실화 유도체는 알려져 있다. N-아실아미노 아크릴레이트로 알려진 이러한 유도체는 비대칭적 수소화를 위한 프로카이랄 기질이다. 2001년의 노벨 화학상은 N-아실아크릴레이트로부터 L-도파를 합성한 공로로 윌리엄 스탠디시 놀스에게 수여되었다.
|  |

## 같이 보기
- 아미노산
- 이차 아미노산